# Spanner (Schmetterling)

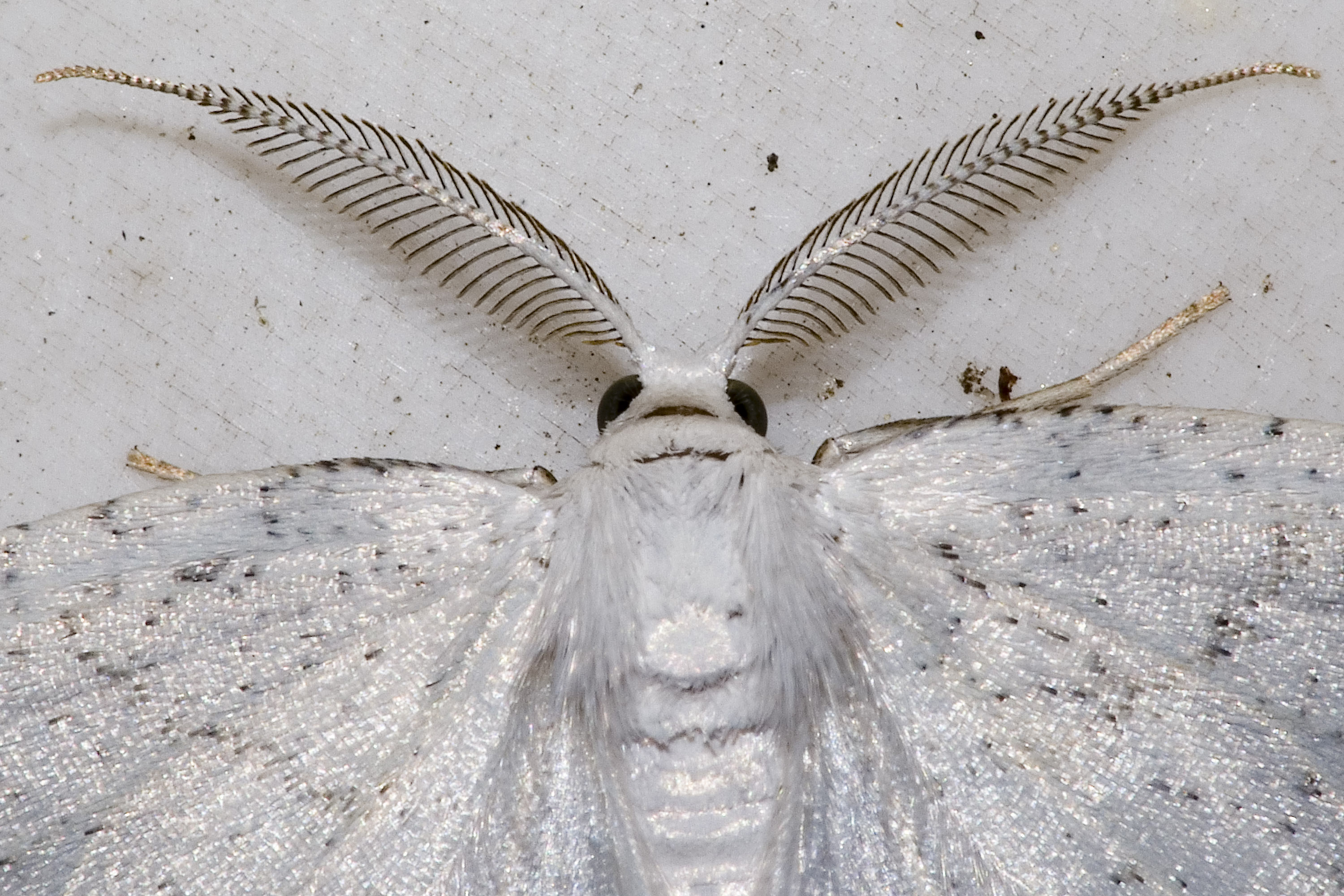
Fühlerdetail des Weißstirn-Weißspanners (Cabera pusaria)

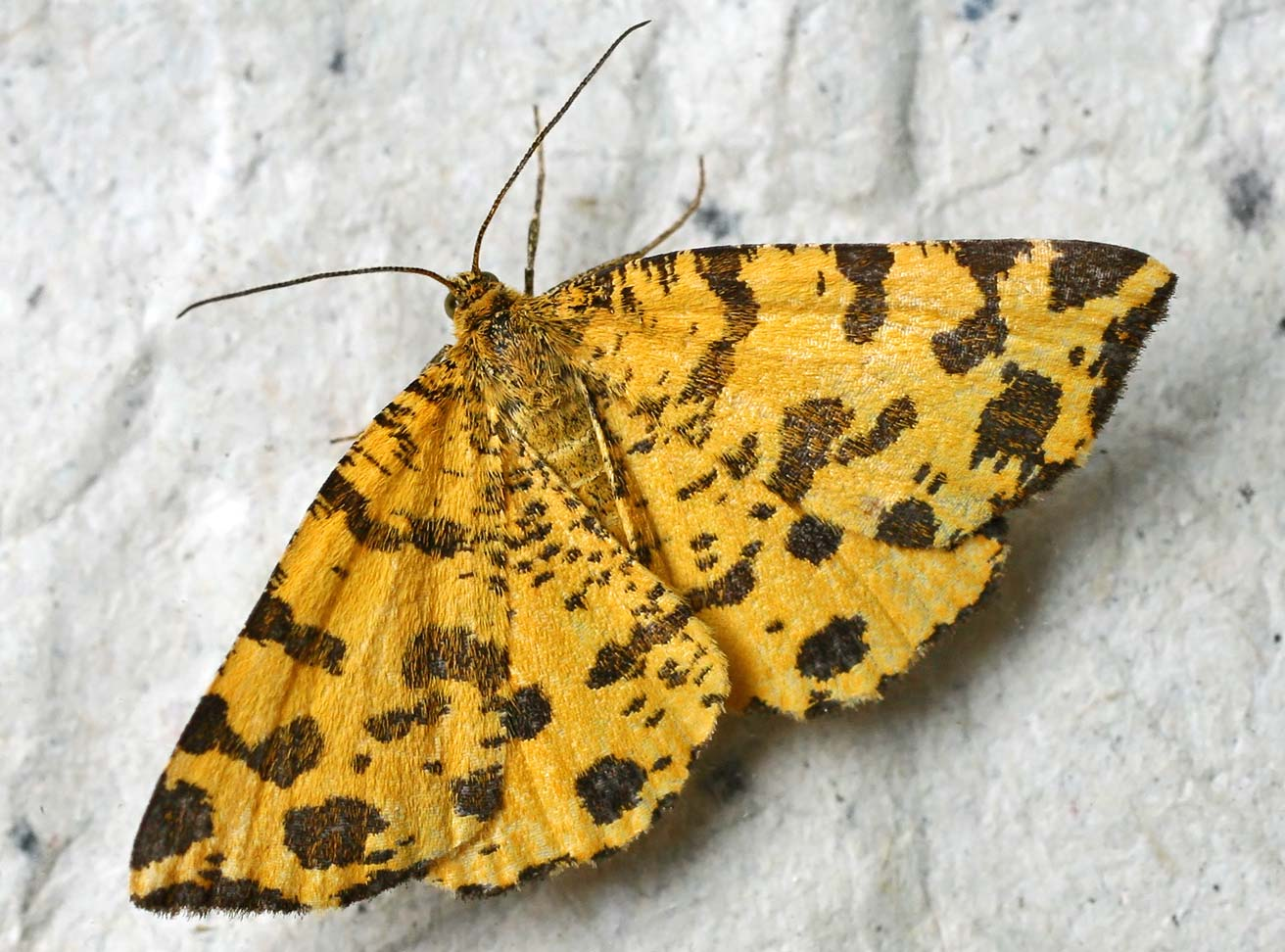
Pantherspanner (Pseudopanthera macularia)

Die Spanner (Geometridae) sind eine Familie der Schmetterlinge. Es sind weltweit etwa 23.000 Arten beschrieben und sie sind damit eine der größten Schmetterlingsfamilien. Sie werden zu den Nachtfaltern gezählt, es gibt aber auch einige Arten, die tagaktiv sind. In Europa gibt es rund 1000 Arten, in Deutschland sind 430 Arten beheimatet.

## Merkmale

### Merkmale der Falter
Die Falter erreichen eine Flügelspannweite von 10 bis 70 Millimetern. Fast alle Arten haben einen schlanken Körper, der nur sehr selten kurz oder langgestreckt ist, meistens ist der Körper mittellang. Die Vorderflügel sind meist breit und 1,6 bis 2,2 mal länger als breit. Es gibt aber nur wenige Arten, deren Vorderflügel mehr als zweimal so lang wie breit sind. Ihre Färbung ist oft in Grau- oder Brauntönen gehalten, es gibt aber zahlreiche sehr bunt und auch lebhaft gefärbte Arten. Innerhalb der einzelnen Arten ist die Färbung zum Teil sehr variabel. Die Hinterflügel sind überwiegend breit abgerundet und etwa gleich breit wie die Vorderflügel. Die Flügel der Männchen sind immer gut entwickelt, bei manchen Weibchen sind sie aber verkümmert (brachyptere Arten, wie z. B. der Kleine Frostspanner (Operophthera brumata)) oder weisen keine Flügel auf (aptere Arten, wie z. B.: der Frühlings-Kreuzflügel (Alsophila aescularia)). Die Fühler sind kurz bis mittellang und werden etwa 0,4 bis 0,6 mal so lang wie die Vorderflügel. Die Fühler der Männchen sind entweder fadenförmig, gekämmt oder gefiedert. Sie haben keine Punktaugen (Ocelli). Ihre Maxillarpalpen sind stark zurückgebildet, ihr Saugrüssel ist bei fast allen Arten gut ausgebildet, bei manchen ist er aber reduziert. Die Falter haben Tympanalorgane am Hinterleib.
Die Vorderflügel haben 11 oder 12 Flügeladern mit meist einer Analader (1b), wobei man aber die stark reduzierten Adern 1a und 1c erkennen kann. Selten haben sie zwei Analadern (1a und 1c). Die Hinterflügel haben 8 oder 9 Adern mit einer (1b oder 1a) oder zwei (1a und 1b) Analadern.

### Merkmale der Raupen

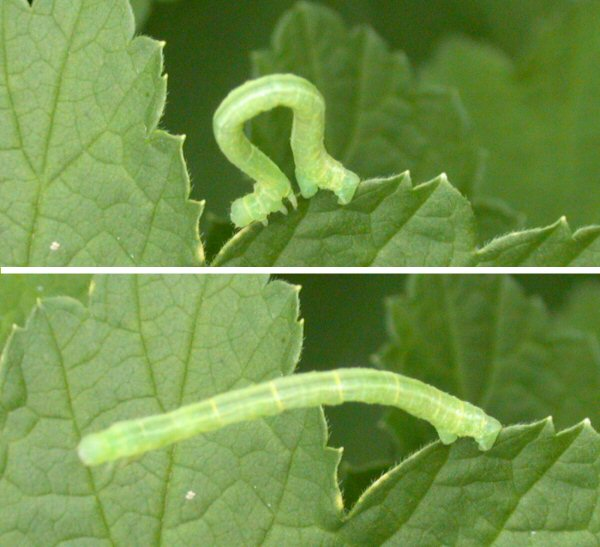
Spannerraupe bei der Fortbewegung

Die Raupen haben eine sehr eigentümliche Art, sich fortzubewegen, und sind daran unzweifelhaft zu erkennen. Da sie, im Gegensatz zu den meisten anderen Schmetterlingsarten, die vier Bauchfußpaare haben, neben den drei Brustbeinpaaren und dem Nachschieber nur ein Bauchfußpaar aufweisen, können sie sich nicht raupenartig fortbewegen. Sie klammern sich zunächst an den Brustbeinen an und ziehen den Hinterleib bis zur Brust heran, so dass der Körper die Form eines großen Omegas beschreibt. Danach streckt sich die Raupe am Nachschieber und dem Bauchfußpaar klammernd nach vorn, um danach den Hinterleib wieder anzuziehen.
In ihrer Färbung und Gestalt sind die Raupen in der Regel an ihre Umgebung angepasst (Mimese), indem sie beispielsweise kleinen Ästchen ähneln. Diese Tarntracht ist bei manchen Arten zu großer Perfektion entwickelt, wobei kleine Körperfortsätze (Fleischzapfen) wie Abbruchstellen von Seitenzweigen oder Knospen aussehen.
Die Raupen fressen frei sitzend auf ihren Futterpflanzen.

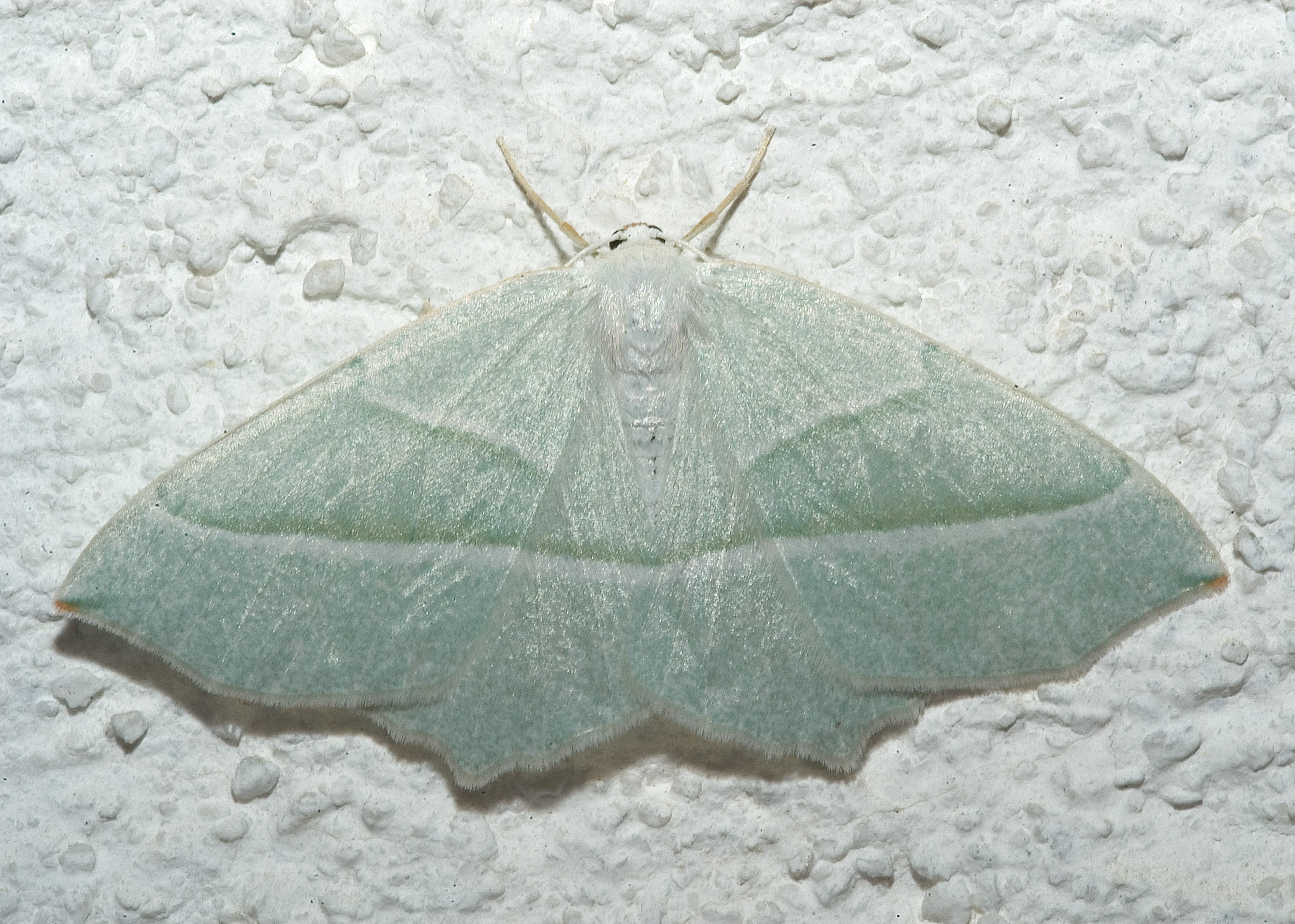
Perlglanzspanner (Campaea margaritata)

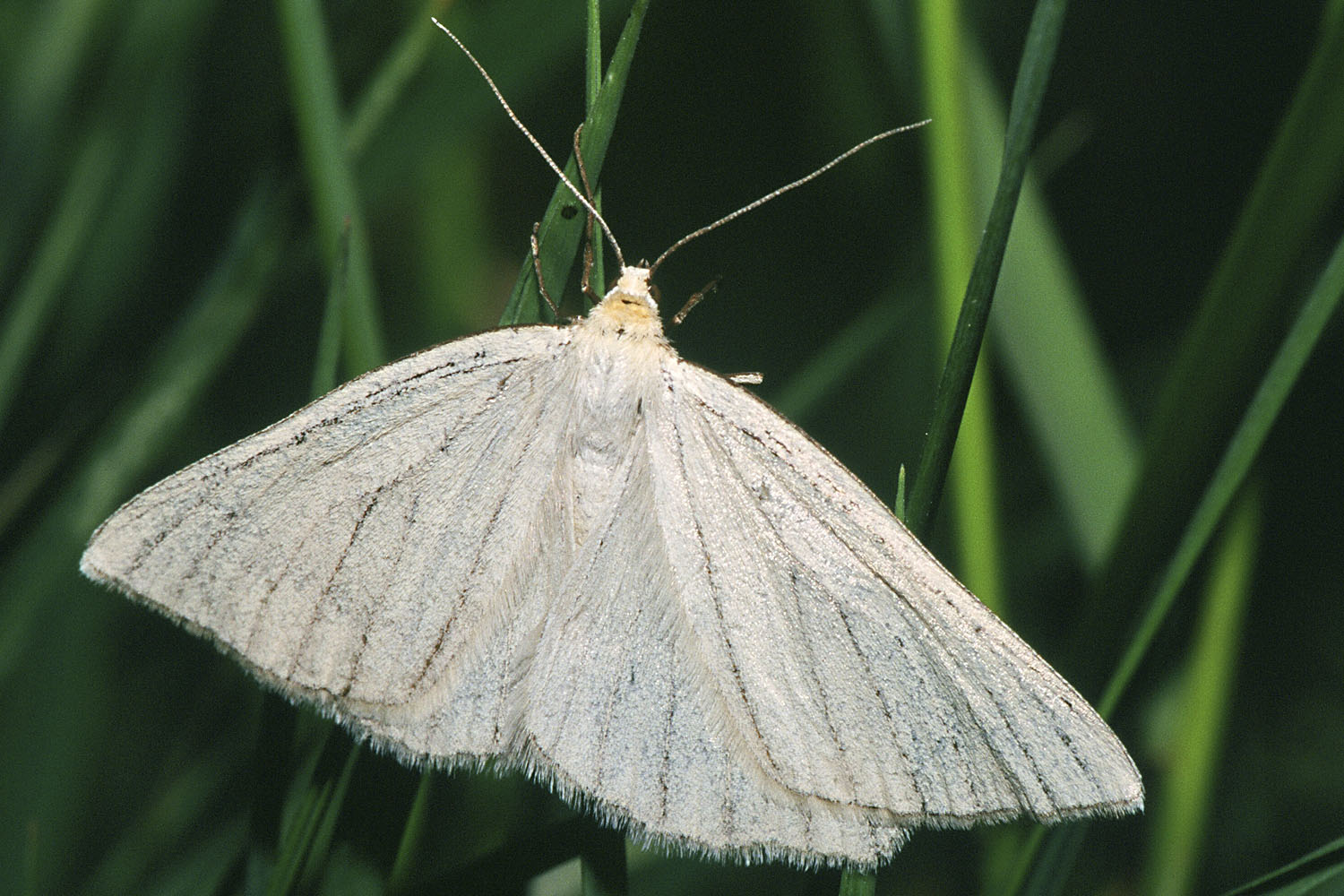
Hartheu-Spanner (Siona lineata)

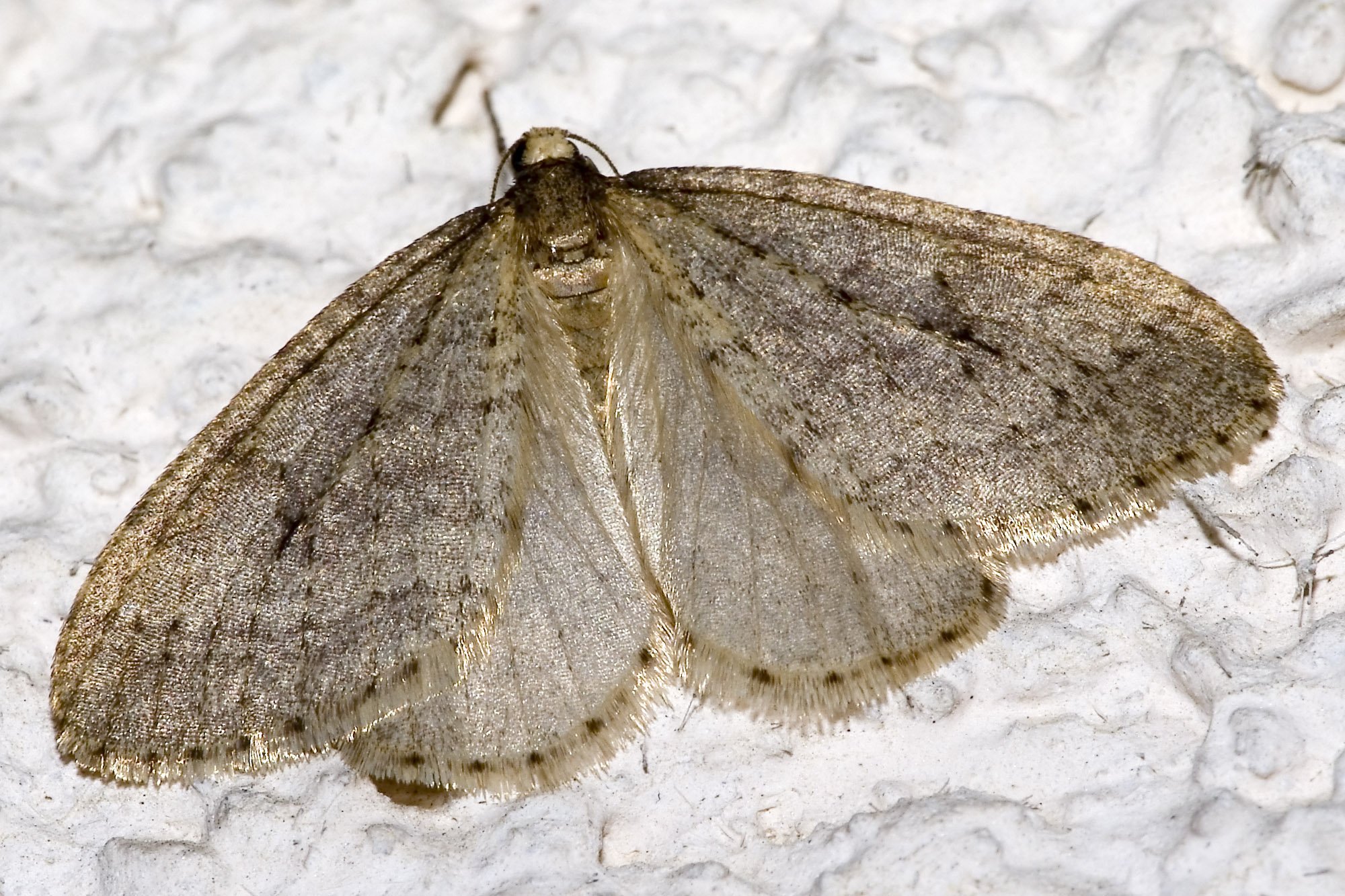
Kleiner Frostspanner (Operophtera brumata)

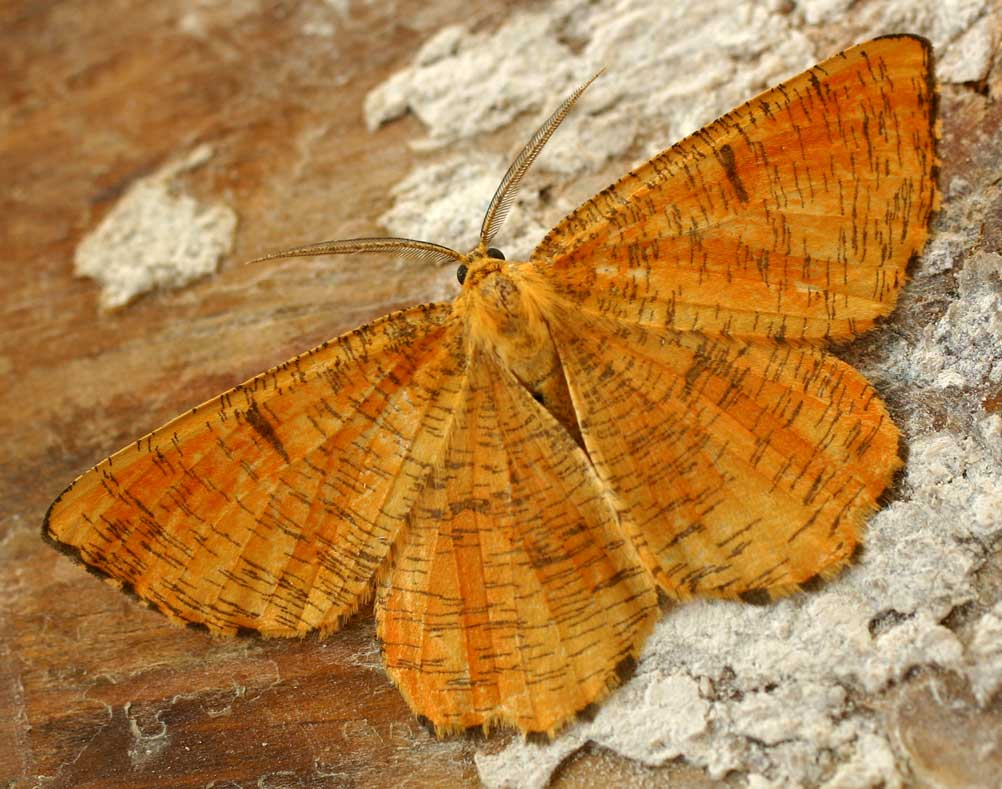
Schlehenspanner (Angerona prunaria)

## Lebensweise
Die Tiere sind überwiegend nacht- und dämmerungsaktiv, es gibt aber auch Arten, wie z. B. den Hartheu-Spanner (Siona lineata), die nur am Tag fliegen. Auffällig an den Spannern ist, dass fast alle Arten ihre Flügel in Ruhestellung flach ausgebreitet haben und somit die Hinterflügel zumindest teilweise sichtbar sind. Nur wenige Arten klappen sie zusammen, so dass sie senkrecht über dem Hinterleib nach oben stehen oder falten sie über dem Hinterleib zusammen.
Es gibt in Europa einige Arten, die auch in den kalten Jahreszeiten beim Flug beobachtet werden können, wie z. B. die Frostspanner. Die Weibchen der Kälte liebenden Arten sind meist jene mit reduzierten oder fehlenden Flügeln.

## Benennung
Der ursprünglich aus dem Altgriechischen stammende, wissenschaftliche Name Geometridae leitet sich von Geometer (Landvermesser) ab. Die eigenartige Fortbewegungsweise der Spannerraupen hat zu diesem Vergleich mit dem Vermessen geführt. Man kann sich etwa vorstellen, wie entlang einer geraden Linie Spanne für Spanne gemessen wird, indem der kleine Finger zur großen Handspanne ausgestreckt wird und der Daumen immer wieder nachgezogen wird. Die Bewegung der Finger ähnelt dann der Fortbewegung der Raupe. Dies spiegelt sich auch in der deutschsprachigen Bezeichnung „Spanner“ wider. Auch der englische Name der Larve inchworm (Zollwurm) hat seinen Ursprung daher.

## Systematik
Die Familie Geometridae wird in 9 Unterfamilien unterteilt.
- Archiearinae Fletcher, 1953
- Alsophilinae Herbulot, 1962
- Desmobathrinae Meyrick, 1886
- Ennominae Duponchel, 1845
- Geometrinae Leach, 1815
- Larentiinae Duponchel, 1845
- Oenochrominae Guenée, 1857
- Orthostixinae Meyrick, 1892
- Sterrhinae Meyrick, 1892

In Europa sind bis jetzt über 1.000 Arten beschrieben, von denen in Mitteleuropa 510 Arten vorkommen.

## Phylogenie
Bisher herrscht über die Phylogenie der Spanner (Geometridae) noch kein Konsens. Daher werden hier zwei kürzlich publizierte Kladogramme unkommentiert nebeneinander gestellt. Innerhalb der Familie Geometridae sind vermutlich die Unterfamilien Archiearinae und Alsophilinae ursprünglicher als die restlichen Familien (nach morphologischen Daten). Nach molekularen Daten bilden die Archiiearinae das Schwestertaxon von Ennominae/Geometrinae/Alsophilinae. Auf Grund der neuen molekularen Daten steht die Monophylie der Ennominae in der Diskussion. Auch die Oenochrominae sind wohl eine Sammelgruppe, deren Gattungen in keine der anderen Familien passen, jedoch untereinander wohl nicht näher miteinander verwandt sind.
Das Kladogramm von Holloway (1997) (aus ) basiert z. T. noch auf morphologischen Daten
|  | Sterrhinae  |
|  |             |
|  | Larentiinae |
|  |             |

|  | Desmobathrinae |
|  |                |
|  | Geometrinae    |
|  |                |

|  | Orthostixinae |
|  |               |
|  | Ennominae     |
|  |               |

|  | Desmobathrinae |
|  |                |
|  | Geometrinae    |
|  |                |

|  | Orthostixinae |
|  |               |
|  | Ennominae     |
|  |               |

|  | Sterrhinae  |
|  |             |
|  | Larentiinae |
|  |             |

|  | Desmobathrinae |
|  |                |
|  | Geometrinae    |
|  |                |

|  | Orthostixinae |
|  |               |
|  | Ennominae     |
|  |               |

|  | Desmobathrinae |
|  |                |
|  | Geometrinae    |
|  |                |

|  | Orthostixinae |
|  |               |
|  | Ennominae     |
|  |               |

|  | Sterrhinae  |
|  |             |
|  | Larentiinae |
|  |             |

|  | Desmobathrinae |
|  |                |
|  | Geometrinae    |
|  |                |

|  | Orthostixinae |
|  |               |
|  | Ennominae     |
|  |               |

|  | Desmobathrinae |
|  |                |
|  | Geometrinae    |
|  |                |

|  | Orthostixinae |
|  |               |
|  | Ennominae     |
|  |               |

|  | Sterrhinae  |
|  |             |
|  | Larentiinae |
|  |             |

|  | Desmobathrinae |
|  |                |
|  | Geometrinae    |
|  |                |

|  | Orthostixinae |
|  |               |
|  | Ennominae     |
|  |               |

|  | Desmobathrinae |
|  |                |
|  | Geometrinae    |
|  |                |

|  | Orthostixinae |
|  |               |
|  | Ennominae     |
|  |               |

Die Phylogenie der Geometridae nach Abraham et al. (2001) beruht dagegen ausschließlich auf molekularen Daten
|  | Geometrinae |
|  |             |
|  | Ennominae   |
|  |             |

|  | Ennominae    |
|  |              |
|  | Alsophilinae |
|  |              |

|  | Geometrinae |
|  |             |
|  | Ennominae   |
|  |             |

|  | Ennominae    |
|  |              |
|  | Alsophilinae |
|  |              |

|  | Geometrinae |
|  |             |
|  | Ennominae   |
|  |             |

|  | Ennominae    |
|  |              |
|  | Alsophilinae |
|  |              |

|  | Geometrinae |
|  |             |
|  | Ennominae   |
|  |             |

|  | Ennominae    |
|  |              |
|  | Alsophilinae |
|  |              |

|  | Geometrinae |
|  |             |
|  | Ennominae   |
|  |             |

|  | Ennominae    |
|  |              |
|  | Alsophilinae |
|  |              |

|  | Geometrinae |
|  |             |
|  | Ennominae   |
|  |             |

|  | Ennominae    |
|  |              |
|  | Alsophilinae |
|  |              |

|  | Geometrinae |
|  |             |
|  | Ennominae   |
|  |             |

|  | Ennominae    |
|  |              |
|  | Alsophilinae |
|  |              |

|  | Geometrinae |
|  |             |
|  | Ennominae   |
|  |             |

|  | Ennominae    |
|  |              |
|  | Alsophilinae |
|  |              |

|  | Geometrinae |
|  |             |
|  | Ennominae   |
|  |             |

|  | Ennominae    |
|  |              |
|  | Alsophilinae |
|  |              |

|  | Geometrinae |
|  |             |
|  | Ennominae   |
|  |             |

|  | Ennominae    |
|  |              |
|  | Alsophilinae |
|  |              |

|  | Geometrinae |
|  |             |
|  | Ennominae   |
|  |             |

|  | Ennominae    |
|  |              |
|  | Alsophilinae |
|  |              |

|  | Geometrinae |
|  |             |
|  | Ennominae   |
|  |             |

|  | Ennominae    |
|  |              |
|  | Alsophilinae |
|  |              |

|  | Geometrinae |
|  |             |
|  | Ennominae   |
|  |             |

|  | Ennominae    |
|  |              |
|  | Alsophilinae |
|  |              |

|  | Geometrinae |
|  |             |
|  | Ennominae   |
|  |             |

|  | Ennominae    |
|  |              |
|  | Alsophilinae |
|  |              |

|  | Geometrinae |
|  |             |
|  | Ennominae   |
|  |             |

|  | Ennominae    |
|  |              |
|  | Alsophilinae |
|  |              |

|  | Geometrinae |
|  |             |
|  | Ennominae   |
|  |             |

|  | Ennominae    |
|  |              |
|  | Alsophilinae |
|  |              |